# Australia en los Juegos Paralímpicos de Londres 2012
Australia estuvo representada en los Juegos Paralímpicos de Londres 2012 por un total de 158 deportistas, 88 hombres y 70 mujeres.

## Medallistas
El equipo paralímpico australiano obtuvo las siguientes medallas:
| Nombre | Deporte                       | Evento                                 |
| --- | ----------------------------- | -------------------------------------- |
| Oro |                               |                                        |
| Kelly Cartwright | Atletismo                     | Salto de longitud F42/44 femenino      |
| Evan O'Hanlon | Atletismo                     | 100 m T38 masculino                    |
| Evan O'Hanlon | Atletismo                     | 200 m T38 masculino                    |
| Richard Colman | Atletismo                     | 800 m T53 masculino                    |
| Todd Hodgetts | Atletismo                     | Peso F20 masculino                     |
| Felicity Johnson | Ciclismo en pista             | 1 km contrarreloj B femenino           |
| Susan Powell | Ciclismo en pista             | Persecución individual C4 femenino     |
| Kieran Modra | Ciclismo en pista             | Persecución individual B masculino     |
| Michael Gallagher | Ciclismo en pista             | Persecución individual C5 masculino    |
| David Nicholas | Ciclismo en ruta              | Contrarreloj C3 masculino              |
| Carol Cooke | Ciclismo en ruta              | Contrarreloj T1-2 mixto                |
| Joann Formosa | Hípica                        | Doma individual grado «Ib» mixto       |
| Jacqueline Freney | Natación                      | 50 m mariposa S7 femenino              |
| Jacqueline Freney | Natación                      | 100 m espalda S7 femenino              |
| Jacqueline Freney | Natación                      | 50 m libre S7 femenino                 |
| Jacqueline Freney | Natación                      | 100 m libre S7 femenino                |
| Jacqueline Freney | Natación                      | 400 m libre S7 femenino                |
| Jacqueline Freney | Natación                      | 200 m estilos SM7 femenino             |
| Ellie Cole | Natación                      | 100 m espalda S9 femenino              |
| Ellie Cole | Natación                      | 100 m libre S9 femenino                |
| Prue Watt | Natación                      | 100 m braza SB13 femenino              |
| Jacqueline Freney Ellie Cole Maddison Elliott Katherine Downie                                                                                                   | Natación                      | 4 × 100 m libre (34 ptos.) femenino    |
| Jacqueline Freney Ellie Cole Annabelle Williams Katherine Downie                                                                                                 | Natación                      | 4 × 100 m estilos (34 ptos.) femenino  |
| Matthew Cowdrey | Natación                      | 50 m libre S9 masculino                |
| Matthew Cowdrey | Natación                      | 100 m libre S9 masculino               |
| Matthew Cowdrey | Natación                      | 100 m espalda S9 masculino             |
| Matthew Cowdrey | Natación                      | 200 m estilos SM9 masculino            |
| Blake Cochrane | Natación                      | 100 m braza SB7 masculino              |
| Brenden Hall | Natación                      | 400 m libre S9 masculino               |
| Blake Cochrane Matthew Levy Michael Auprince Brenden Hall Matthew Cowdrey Michael Anderson Andrew Pasterfield Matthew Haanappel                                  | Natación                      | 4 × 100 m libre (34 ptos.) masculino   |
| Ryley Batt Chris Bond Cameron Carr Nazim Erdem Andrew Harrison Josh Hose Jason Lees Cody Meakin Ben Newton Ryan Scott Greg Smith                                 | Rugby en silla de ruedas      | Torneo mixto                           |
| Daniel Fitzgibbon Liesl Tesch | Vela                          | SKUD18 de dos personas mixto           |
| Plata |                               |                                        |
| Angela Ballard | Atletismo                     | 200 m T53 femenino                     |
| Angela Ballard | Atletismo                     | 400 m T53 femenino                     |
| Kelly Cartwright | Atletismo                     | 100 m T42 femenino                     |
| Louise Ellery | Atletismo                     | Peso F32-34 femenino                   |
| Carlee Beattie | Atletismo                     | Salto de longitud F46 femenino         |
| Rheed McCracken | Atletismo                     | 100 m T34 masculino                    |
| Scott Reardon | Atletismo                     | 100 m T42 masculino                    |
| Brad Scott | Atletismo                     | 1500 m T37 masculino                   |
| Kurt Fearnley | Atletismo                     | 5000 m T54 masculino                   |
| Amanda Carter Shelley Chaplin Cobi Crispin Leanne Del Toso Kylie Gauci Katie Hill Bridie Kean Tina McKenzie Amber Merritt Clare Nott Sarah Stewart Sarah Vinci   | Baloncesto en silla de ruedas | Torneo femenino                        |
| Dylan Alcott Jannik Blair Justin Eveson Michael Hartnett Tristan Knowles Bill Latham Grant Mizens Brad Ness Shaun Norris Tige Simmons Brett Stibners Nick Taylor | Baloncesto en silla de ruedas | Torneo masculino                       |
| Simone Kennedy | Ciclismo en pista             | Persecución individual C1-3 femenino   |
| Bryce Lindores | Ciclismo en pista             | Persecución individual B masculino     |
| Susan Powell | Ciclismo en ruta              | Contrarreloj C4 femenino               |
| Nigel Barley | Ciclismo en ruta              | Contrarreloj H3 masculino              |
| Taylor Corry | Natación                      | 100 m espalda S14 femenino             |
| Taylor Corry | Natación                      | 200 m libre S14 femenino               |
| Maddison Elliott | Natación                      | 50 m libre S8 femenino                 |
| Matthew Cowdrey | Natación                      | 100 m braza SB8 masculino              |
| Matthew Cowdrey | Natación                      | 100 m mariposa S9 masculino            |
| Matthew Levy | Natación                      | 100 m libre S7 masculino               |
| Daniel Fox | Natación                      | 200 m libre S14 masculino              |
| Erik Horrie | Remo                          | Scull individual AS masculino          |
| Bronce |                               |                                        |
| Rosemary Little | Atletismo                     | 100 m T34 femenino                     |
| Angela Ballard | Atletismo                     | 100 m T53 femenino                     |
| Christie Dawes | Atletismo                     | 5000 m T54 femenino                    |
| Katherine Proudfoot | Atletismo                     | Disco F35/36 femenino                  |
| Georgia Beikoff | Atletismo                     | Jabalina F37/38 femenino               |
| Madeleine Hogan | Atletismo                     | Jabalina F46 femenino                  |
| Rheed McCracken | Atletismo                     | 200 m T34 masculino                    |
| Simon Patmore | Atletismo                     | 200 m T46 masculino                    |
| Richard Colman | Atletismo                     | 400 m T53 masculino                    |
| Brad Scott | Atletismo                     | 800 m T37 masculino                    |
| Kurt Fearnley | Atletismo                     | Maratón T54 masculino                  |
| Russell Short | Atletismo                     | Peso F11/12 masculino                  |
| Matthew Cameron Richard Colman Richard Nicholson Natheniel Arkley                                                                                                | Atletismo                     | 4 × 400 m T53/54 masculino             |
| Jayme Paris | Ciclismo en pista             | 500 m contrarreloj C1-3 femenino       |
| Alexandra Green | Ciclismo en pista             | Persecución individual C4 femenino     |
| David Nicholas | Ciclismo en ruta              | Ruta C1-3 masculino                    |
| Michael Gallagher | Ciclismo en ruta              | Contrarreloj C5 masculino              |
| Ellie Cole | Natación                      | 50 m libre S9 femenino                 |
| Ellie Cole | Natación                      | 400 m libre S9 femenino                |
| Maddison Elliott | Natación                      | 100 m libre S8 femenino                |
| Maddison Elliott | Natación                      | 400 m libre S8 femenino                |
| Prue Watt | Natación                      | 50 m libre S13 femenino                |
| Matthew Levy | Natación                      | 100 m braza SB7 masculino              |
| Matthew Levy | Natación                      | 200 m estilos SM7 masculino            |
| Andrew Pasterfield | Natación                      | 50 m libre S10 masculino               |
| Andrew Pasterfield | Natación                      | 100 m libre S10 masculino              |
| Tim Antalfy | Natación                      | 100 m mariposa S13 masculino           |
| Rick Pendleton | Natación                      | 200 m estilos SM10 masculino           |
| Matthew Levy Michael Auprince Brenden Hall Matthew Cowdrey Michael Anderson Andrew Pasterfield Rick Pendleton Matthew Haanappel                                  | Natación                      | 4 × 100 m estilos (34 ptos.) masculino |
| Natalie Smith | Tiro                          | Rifle de aire de pie 10 m SH1 femenino |